# Labyrint (NTR/VPRO)
Labyrint is een voormalig Nederlands(talig) wetenschappelijk radio- en televisieprogramma dat in 2010 voortkwam uit een samenwerking tussen de VPRO en Teleac (vanaf 1 september 2010 NTR).
Iedere week besprak Labyrint een ander wetenschappelijk fenomeen en bracht zware academische stof in begrijpelijke taal. Vaak werd in het programma een centrale vraag gesteld, die dan werd uitgediept. Er was ook een aangepaste versie van het tv-programma voor de bètavakken in de bovenbouw van het middelbaar onderwijs, genaamd Labyrint voor de tweede fase.
Op 15 november 2012 werd bekend dat Labyrint na 2013 zou stoppen. De NTR ging in 2014 verder met het televisieprogramma De Kennis van Nu en De Kennis van Nu Radio.